# 黑豹 (電影)
《黑豹》（英語：Black Panther）是一部於2018年上映的美国超級英雄電影，劇情改編自漫威漫畫旗下的超級英雄角色黑豹的故事。本片由漫威影業製作，並由華特迪士尼工作室電影發行。本片为漫威电影宇宙系列的第十八部电影。由瑞恩·庫格勒執導，庫格勒同時也與喬·羅伯特·科爾共同編劇。本片由查德维克·博斯曼、麥可·B·喬丹、露皮塔·尼永奥、達娜·古瑞拉、马丁·弗里曼、丹尼爾·卡盧亞、莉蒂西亞·萊特、溫斯頓·杜克、安琪拉·貝瑟、佛瑞斯·惠特克及安迪·瑟克斯等人主演。
主要攝影於2017年1月開始進行，地點包括亞特蘭大都會區的EUE/螢幕寶石工作室、松林亞特蘭大工作室和韓國釜山，並於同年4月殺青。
《黑豹》於2018年1月30日於好萊塢舉行全球首映禮，並於2018年2月16日在美國上映。本片成為了2018年北美洲票房第二高的電影和史上票房第十三高的電影。2019年2月25日，《黑豹》於第91屆奧斯卡金像獎獲得奧斯卡最佳原創音樂獎、奧斯卡最佳服裝設計獎和奧斯卡最佳藝術指導獎，成為漫威電影宇宙首部在奧斯卡獲獎的電影。

## 劇情
數百年前，非洲五大部落為了爭奪一顆從天而降並富含汎合金的隕石而發動戰爭，其中一位武士攝入受汎合金影响的心形藥草，獲得強大的能力成為首任黑豹並終結戰爭。他統一四大部落正式組建瓦干達王國，僅賈巴里部落遠居山林。數百年來，王國靠開採汎合金來發展先進技術，將瓦干達變成隱匿於世的第三世界以保護汎合金。1992年，帝查卡國王來到美國加州奧克蘭會見他在此臥底的弟弟恩喬布，指控他協助過黑市軍火商尤里西斯·克勞入侵瓦干達並偷走大量汎合金；而恩喬布身邊的隨從祖利同身為瓦干達間諜，為帝查卡證實恩喬布的罪過，使恩喬布面臨回去接受叛國罪審判。
2016年，帝查卡國王不幸喪生一個星期後，他的兒子帝查拉回到瓦干達準備繼承王位。他率領朵拉親衛隊侍衛長奧科耶前往尼日利亞召回正在執行臥底任務的前女友娜奇雅，邀她參加隔天的加冕典禮。典禮當天，四大部落都一致忠誠於帝查拉，但賈巴里部落領袖恩巴庫突然前來挑戰，讓帝查拉以凡人之軀參加對決儀式，隨後奮力擊倒恩巴庫而成功當上國王。他再次攝入心形藥草來恢復體能，並用精神方式進入祖靈平原來和死去父親等祖輩們見面。與此同時，克勞跟美國傭兵「齊爾蒙格」艾瑞克·史蒂芬斯聯手，在英國倫敦的大英博物館中偷走一件源自瓦干達的汎合金文物。得知此事的帝查拉決定趁克勞即將交易文物時刻將他緝拿回國審判，而他的知己烏卡比由於父母數十年前被克勞殺害，強烈希望帝查拉不管其死活地將克勞帶回來。
帝查拉帶領娜奇雅和奧科耶來到韓國釜山的一家地下賭場，得知克勞的買家實為同樣準備抓捕他歸案的中情局探員艾佛瑞特·羅斯，奧科耶不慎暴露身份引發交火，但帝查拉及時換上妹妹舒莉以納米技術新造的黑豹戰甲抓回克勞。當克勞受羅斯審問時，他揭露瓦干達的國際形象其實是對其高科技文明的遮掩，而埋伏在外的齊爾蒙格闖進來將克勞救走，帝查拉發現其脖子上掛著和自己祖父相同的戒指。羅斯因救娜奇雅而脊椎中槍，迫使帝查拉放棄追趕克勞，將羅斯帶回瓦干達讓舒莉對他治療。帝查拉隨後追問祖利關於叔叔恩喬布的真相，祖利坦述恩喬布生前看不慣各地非裔黑人受到不公待遇，意圖分享瓦干達的技術，好讓他們有能力推翻壓迫者，甚至還不惜將瓦干達收藏汎合金的內幕洩露給克勞。而帝查卡當初準備將其帶回瓦干達受審時之際，恩喬布試圖攻擊背叛他的祖利，迫使帝查卡親手以豹爪殺死他的弟弟，不但命令祖利隱瞞真相，甚至拋下恩喬布在美國生下的年幼兒子艾瑞克，導致深受父親之死影響的艾瑞克，一步一步成為以暴制暴的黑色行動戰士。
齊爾蒙格背叛並殺害克勞，開飛機進入瓦干達領地後以克勞屍體作為見面禮，向帝查拉等部落長老們宣佈自己身為恩喬布之子的真實身份，以王族血脈向帝查拉提出挑戰來稱王。在對決儀式裡，齊爾蒙格重創帝查拉。真正背叛恩喬布的祖利出面為帝查拉請命，但齊爾蒙格直接刺殺祖利，並將重傷的帝查拉扔進瀑布後獲得王位。齊爾蒙格攝入完心形藥草見到已故父親後，命令長老們將所有心形藥草燒光，但娜奇雅還是偷走一顆。對帝查拉失望的烏卡比決定忠於齊爾蒙格，準備奉命將大量汎合金製的武器分送給世界各地的瓦干達間諜，讓所有受壓迫的人民能全副武裝推翻政府。
娜奇雅、舒莉、拉瑪達母后以及羅斯逃到賈巴里部落領地求助，剛好得知恩巴庫的人營救墜河且重度昏迷的帝查拉。她們為帝查拉攝入心形藥草，使帝查拉痊癒清醒，他決定打敗齊爾蒙格以糾正父親的過錯。在齊爾蒙格準備送出武器時，帝查拉回歸讓奧科耶等所有侍衛反抗齊爾蒙格，只有烏卡比選擇帶領邊境部落發動內戰。羅斯在舒莉引導下遠程操縱戰機，擊落所有運送武器的飛艇，而娜奇雅、舒莉、奧科耶以及帶人前來協助的恩巴庫聯合攻擊之下，烏卡比等所有齊爾蒙格忠誠者全部投降。帝查拉獨自對打穿金豹戰甲的齊爾蒙格，兩者打鬥至礦場的貨運列車軌道上，帝查拉趁兩者戰甲受軌道穩定器影響而解除時刻一刀制伏他。由於同情齊爾蒙格的遭遇，帝查拉遵從其遺願而扶持他觀賞王國落日的美麗景象後，齊爾蒙格最終選擇自盡以保自由之身。
戰後，帝查拉不受祖輩傳統觀念所造就的恩怨影響，在羅斯協助之下於奧地利維也納的聯合國總部召開會議，揭露瓦干達的實力並將王國正式對外開放，還買下叔叔恩喬布喪生的奧克蘭公寓，作為瓦干達首個國際外展中心，並由娜奇雅和舒莉負責管理的工作。另一方面，藏身於瓦干達的巴奇·巴恩斯清醒後在舒莉的迎接下進行休養並補回遺漏的記憶。

## 演員
| 演員                               | 角色                                                  | 簡介 |

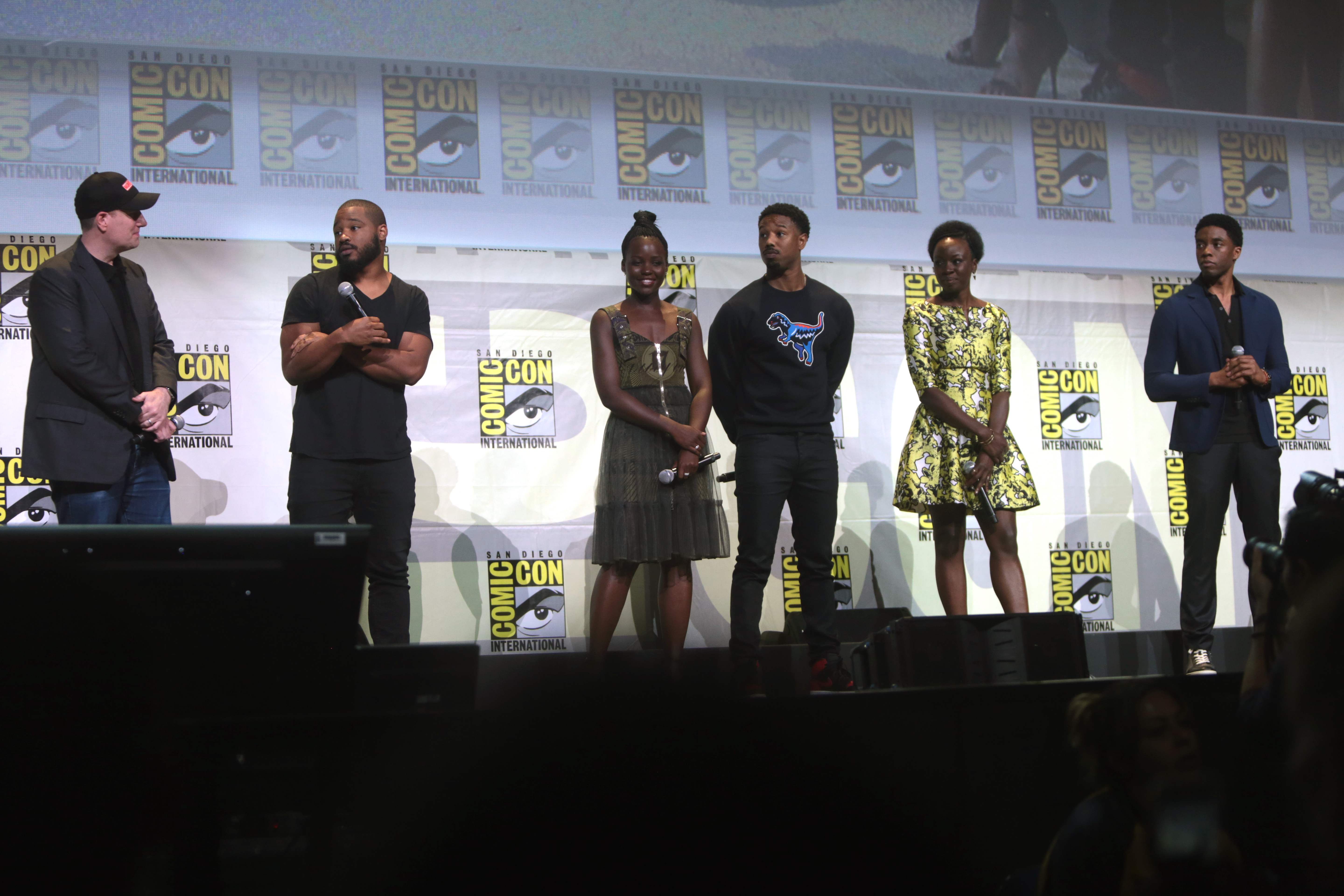
（由左至右）製片人凱文·費吉、導演瑞恩·庫格勒、演員露琵塔·尼詠歐、麥可·B·喬丹、达娜·古瑞拉及查德维克·博斯曼於2016年聖地牙哥國際漫畫展上推廣《黑豹》。

| 查德维克·博斯曼 Chadwick Boseman   | 「黑豹」帝查拉 Black Panther / T'Challa               | 非洲國家瓦干達的國王，在父親死後繼承王位，同時也繼承「黑豹」的稱號。長期靠心形藥草提升體能和作戰能力，目前也在默哀父親之死。                         |
| 麥可·B·喬丹 Michael B. Jordan      | 「齊爾蒙格」艾瑞克·史蒂芬斯 Killmonger / Erik Stevens | 本名「恩賈達卡」（N'Jadaka），帝查拉的堂弟，身為瓦干達的流亡者。在父親死後獨自在美國黑人受壓迫的社會中長大，成為以暴制暴的強大戰士，試圖推翻帝查拉。 |
| 露琵塔·尼詠歐 Lupita Nyong'o       | 娜奇雅 Nakia                                          | 朵拉親衛隊前成員，帝查拉的情人，來自瓦干達河川部落，也是瓦干達的間諜，負責執行偵查和臥底任務。                                                       |
| 達娜·古瑞拉 Danai Gurira           | 奧科耶 Okoye                                          | 朵拉親衛隊的侍衛長，武藝精堪，同身為帝查拉不可缺的親信。                                                                                             |
| 馬丁·費里曼 Martin Freeman         | 艾佛瑞特·羅斯 Everett K. Ross                         | 美國中情局探員，領導著聯合反恐部隊，這次為緝拿克勞而再次和帝查拉見面並合作。                                                                         |
| 丹尼爾·卡盧亞 Daniel Kaluuya       | 烏卡比 W'Kabi                                         | 帝查拉的知己，奧科耶的情人，邊境部落的保安長，負責守護國家的第一防線。                                                                               |
| 莉蒂西亞·萊特 Letitia Wright       | 舒莉 Shuri                                            | 帝查拉的16歲妹妹，瓦干達的公主，以其天才頭腦為國家設計釩汎合金製高科技武器，包括最新型的黑豹戰衣。                                                   |
| 溫斯頓·杜克 Winston Duke           | 恩巴庫 M'Baku                                         | 瓦干達化外之地「賈巴里部落」的領袖。 |
| 安琪拉·貝瑟 Angela Bassett         | 拉瑪達 Ramonda                                        | 帝查拉的母親，瓦干達王國的母后。 |
| 佛瑞斯·惠特克 Forest Whitaker      | 祖利 Zuri                                             | 瓦干達的長老，對帝查拉而言猶如父親一般的人物。 |
| 丹佐·懷塔克 Denzel Whitaker        | 祖利 Zuri                                             | 1992年時的祖利（詹姆斯）。 |
| 安迪·瑟克斯 Andy Serkis            | 尤里西斯·克勞 Ulysses Klaue                           | 南非黑市軍火商、走私者及惡徒，左手遭奧創切斷後安裝能發射超音波的機械手臂。                                                                           |
| 佛羅倫絲·卡孫巴 Florence Kasumba   | 艾歐 Ayo                                              | 朵拉親衛隊的成員。 |
| 約翰·卡尼爾 John Kani              | 帝查卡 T'Chaka                                        | 帝查拉的父親，瓦干達的前國王，死於維也納爆炸事件中。                                                                                                 |
| 阿特達萬·卡尼爾 Atandwa Kani       | 帝查卡 T'Chaka                                        | 1992年時的帝查卡，由約翰·卡尼爾的兒子飾演。 |
| 斯特林·K·布朗 Sterling K. Brown    | 恩喬布 N'Jobu                                         | 帝查卡國王的弟弟，齊爾蒙格的父親，過去因背叛事件被帝查卡殺死並掩蓋真相。                                                                             |
| 伊薩赫·德·班克爾 Isaach de Bankolé | 河川部落長老 River Tribe Elder                        | 瓦干達河川部落的長老。 |
| 西黛爾·諾爾 Sydelle Noel           | 索雷斯華 Xoliswa                                      | 朵拉親衛隊的成員。 |
| 納比耶·比 Nabiyah Be               | 琳達 Linda                                            | 艾瑞克的情人兼罪犯，電腦高手，能夠遠程修改監視器內容。                                                                                               |
| 賽巴斯汀·史坦 Sebastian Stan       | 巴奇·巴恩斯 Bucky Barnes                              | 片尾客串，美國隊長在二戰時的摯交與戰友，維也納爆炸事件後受瓦干達庇護與治療，由舒莉負責將其腦中的九頭蛇程序解除，被瓦干達人稱為「白狼」。             |
| 丹尼爾·布爾 Daniel Brühl           | 赫穆·齊莫 Helmut J. Zemo                              | 在片頭中未掛名客串，前蘇科維亞軍官，促成復仇者內戰的幕後黑手，被帝查拉親手逮捕後交給聯合反恐部隊等候審判，僅在新聞畫面中出現。                       |
| 史丹·李 Stan Lee                   | 賭徒 Gambler                                          | 客串登場，在韓國賭場片段時對羅斯聲稱暫時保管帝查拉的籌碼。                                                                                           |

## 製作

### 拍攝
2017年1月21日進行正式拍攝，地點位在喬治亞州費耶特縣的松林亞特蘭大工作室，暫定名稱為「祖國（Motherland）」。3月於韓國釜山的札嘎其市場、廣安裏海灘、海洋城和廣安大橋等地方拍攝，並於同年4月殺青。

## 音樂
2017年4月，魯德溫·葛瑞森被聘來為電影製作配樂。肯德里克·拉馬爾為電影創作原聲帶，導演瑞恩·庫格勒挑選拉馬爾因為「他藝術主題與我們在電影中探索的主題一致。」三首單曲在2018年1月和2月發佈，分別是〈All the Stars〉、〈King's Dead〉和〈Pray for Me〉。該原聲帶於2018年2月9日發行。
韓國場景用到PSY的《HANGOVER》。

## 發行
電影定於2018年2月16日在北美上映，最初決定的上映日為2017年11月3日。

### 評價
根据評論匯總网站爛番茄汇总的532篇评论文章，96%的评论家给予该作正面评价，使之獲得「認證新鮮」標識，平均打分为8.3分（满分10分）。该网站总结的评论家共识是“《黑豹》將超級英雄電影提升到了激動人心的新高度，同時講述了 MCU 最引人入勝的故事之一——並介紹了一些最完整的角色。”在Metacritic上，55位影評人共給予了88分的分數（滿分100分），這部電影獲得了「一致好評」。據CinemaScore調查，觀眾的平均評價於A+至F間落於「A+」。
電影在爛番茄於2023年2月整理出60部黑人電影的排行榜中位居第5名。2023年8月，本片在爛番茄整理「2010年代最佳50部超級英雄片」的排行榜，位居榜首，爛番茄滿25週年特別專題中，本片在該站名列「影評家選出過去25年的最佳電影」排行榜第24名，也是唯一入圍該排行榜的漫威電影。

### 票房
北美方面，午夜場票房2520萬美元，在漫威電影宇宙中僅次於《復仇者聯盟2：奧創紀元》的2700萬美元，周末三天票房2億200萬美元，加上周一總統日，四天票房2億4215萬美元，其中周一單日票房超越《STAR WARS：原力覺醒》，名列史上第一。
台灣方面，首日票房為新台幣2700萬元；首週六天票房為新台幣1.68億元；並以新台幣1.75億元稱霸春節檔期（累計新台幣2.32億元），次週票房累計至新台幣3.03億元；第三週票房累計至新台幣3.47億元；第四週票房累計至新台幣3.59億元；最終全台票房為新台幣3.73億元。
| 上一届： 《格雷的五十道陰影：自由》 | 2018年美國週末票房冠軍 第7-11週   | 下一届： 《環太平洋2：起義時刻》 |
| 上一届： 《格雷的五十道陰影：自由》 | 2018年台北週末票房冠軍 第7-8週    | 下一届： 《紅雀》                |
| 上一届： 《格雷的五十道色戒3》      | 2018年香港一週票房冠軍 第7-9週    | 下一届： 《盜墓者羅拉》          |
| 上一届： 《红海行动》               | 2018年中国內地一周票房冠军 第10週 | 下一届： 《古墓麗影：源起之戰》  |

## 備註
1. ↑  依照漫威電影宇宙上映次序。
2. ↑  依照漫威電影宇宙中故事發生的時間次序，參見漫威电影宇宙#時間線。
3. 1 2  參見2016年電影《美國隊長3：英雄內戰》。
4. ↑  後續劇情參見2018年電影《復仇者聯盟3：無限之戰》。
5. ↑  納比耶·比原飾演蒂妲·強森（英语：Nightshade (Marvel Comics)），該角色後來改至《盧克·凱奇》第二季登場，並由加布里埃爾·丹尼斯（英语：Gabrielle Dennis）飾演。

## 外部連結
- 互联网电影数据库（IMDb）上《黑豹》的资料（英文）
- Box Office Mojo上《黑豹》的資料（英文）
- 爛番茄上《黑豹》的資料（英文）
- Metacritic上《黑豹》的資料（英文）
- AllMovie上《黑豹》的资料（英文）
- 開眼電影網上《黑豹》的資料（繁體中文）
- 时光网上《黑豹》的資料（简体中文）
- 豆瓣电影上《黑豹》的資料 （简体中文）